# Лукшино (Духовщинський район)
Лукшино (рос. Лукшино) — село в Духовщинському районі Смоленської області Росії. Входить до складу Булгаковського сільського поселення.
За переписом 2007 року постійного населення не має.

## Розташування
Розташоване в північній частині області за 2 км на північний схід від міста Духовщина. За 2 км на захід від села проходить автошлях Р 136 Смоленськ-Нелідово. За 25 км на південний захід від села знаходиться залізнична станція Присельська на лінії Москва—Мінськ.

## Історія
За даними на 1859 рік у власницькому селі Духовщинського повіту Смоленської губернії мешкало 133 особи (68 чоловічої статі та 67 — жіночої), налічувалось 18 дворових господарств.
У роки Німецько-радянської війни село окуповано гітлерівськими військами у липні 1941 року, звільнено у вересні 1943 року.